# بیمارستان حضرت ولی‌عصر (نورآباد)
بیمارستان ولیعصر واقع در استان فارس، شهرستان ممسنی بیمارستانی است دانشگاهی و درمانی وابسته به دانشگاه علوم پزشکی شیراز با ظرفیت ۱۱۸ تخت ثابت که در سال ۱۳۵۷ شمسی تأسیس گردید.
هم اکنون این بیمارستان دارای بخش‌های اورژانس، دیالیز، اتاق عمل، تالاسمی، زایشگاه، اطفال، جراحی زنان و زایمان، جراحی عمومی، داخلی، بخش نوزادان، CCU، ENT، چشم، ارتوپدی، ارولوژی، درمان ناباروری سطح۲،  رادیولوژی، سی تی اسکن، ام آر آی و دیگر واحدهای پاراکلینیکی و درمانگاهی می‌باشد.